# Spirit Airlines
Spirit Airlines Inc. è una compagnia aerea low-cost statunitense,  che ha la sede a Dania Beach, in Florida e la base di armamento principale è a Fort Lauderdale, sempre in Florida, avendo però altre numerose altre basi nella nazione.
Nel novembre 2024, Spirit ha presentato istanza di ristrutturazione del debito ai sensi del Capitolo 11, nel tentativo di evitare il fallimento.

## Storia

### I primi anni

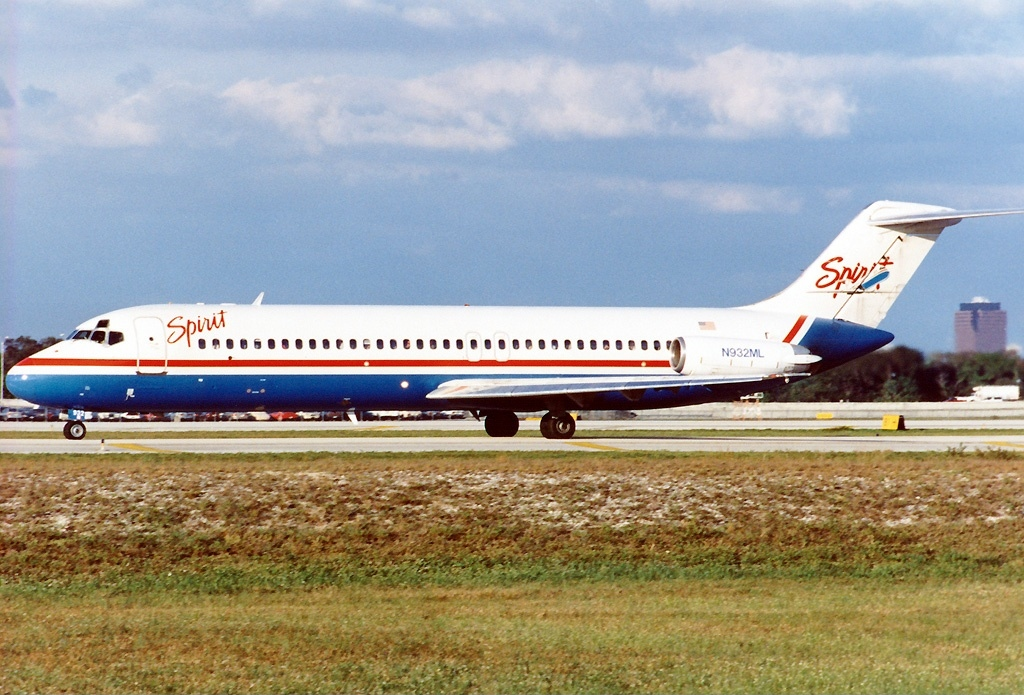
Un Douglas DC-9-31 nel 1996.

La società fu fondata nel 1964 come azienda di trasporti e con il nome di Clippert Trucking Company; nel 1977 fu ribattezzata Grand Air Transfer Inc. Nel 1980 fu effettuato un nuovo cambio di nome in Charter One Airlines.
La società iniziò le operazioni nel 1983 con velivoli a turboelica noleggiati da terzi, specializzandosi nei voli charter, soprattutto quelli verso mete tradizionali per il gioco d'azzardo. Per questo atterrava in aeroporti di città dotate di numerosi casinò, come Las Vegas e Atlantic City, oltre alle Bahamas, collegandole con varie destinazioni negli Stati Uniti.
Dop aver iniziato a volare con proprie macchine nel 1990, Charter One modernizzò la flotta abbandonando nel 1992 gli ormai attempati Convair CV-550. In quell'anno la società si è ritrovata all'improvviso con 16 Douglas DC-9 e nel mese di maggio ha cambiato nome in Spirit Airlines. Subito dopo sono iniziate le operazioni di linea, e la flotta è cresciuta notevolmente con l'arrivo di velivoli della famiglia McDonnell Douglas MD-80.

### L'era Baldanza
Nel 2004 la compagnia stava attraversando un periodo di difficoltà economiche, a causa della forte concorrenza e di alcune scelte della dirigenza non molto coerenti con l'identità dell'azienda. In quell'anno fu nominato presidente Ben Baldanza, con una lunga esperienza nel settore, che dall'anno successivo ricoprirà anche la carica di CEO fino al 2016. Baldanza ha adottato un radicale cambiamento nella compagnia, trasformandola in modo più definito in una ultra-low-cost e ridefinendo la rete di collegamenti. In particolare, ha reso Spirit una delle compagnie statunitensi con più voli verso destinazioni straniere, trasformando Fort Lauderdale in un hub per i voli verso i Caraibi.
In quegli anni, Spirit Airlines ha avviato un processo di rinnovo della flotta, sostituendo gli MD-80 con aerei più efficienti dalla famiglia Airbus A320. In parallelo si è consolidata la svolta come compagnia ultra-low-cost, con una riduzione delle tariffe di base, mentre molti servizi accessori diventavano a pagamento. Spirit è stata infatti la prima compagnia aerea degli Stati Uniti a richiedere un supplemento per la scelta del posto, il bagaglio a mano e il cibo a bordo. La compagnia si è distinta anche per la scelta di riempire di pubblicità quanti più spazi possibili sui propri aerei (incluse le uniformi del personale di volo). Questo approccio ha attirato numerose critiche dal pubblico, e perfino dal Dipartimento dei trasporti, ma la dirigenza ha sempre difeso le scelte come necessarie per ridurre i costi operativi e poter offrire tariffe più basse.
La strategia si è rivelata un successo, permettendo a Spirit di passare dai 79 milioni di US$ di perdite del 2005 (anno di insediamento di Baldanza) a guadagnare, nel 2011, circa il 40% più della concorrenza per ogni volo operato. Ben Baldanza ha rassegnato le dimissioni nel gennaio 2016 per passare ad altro incarico, ma assicurando di aver lasciato un piano affinché la compagnia continuasse nel suo percorso di crescita.

### Sviluppi recenti

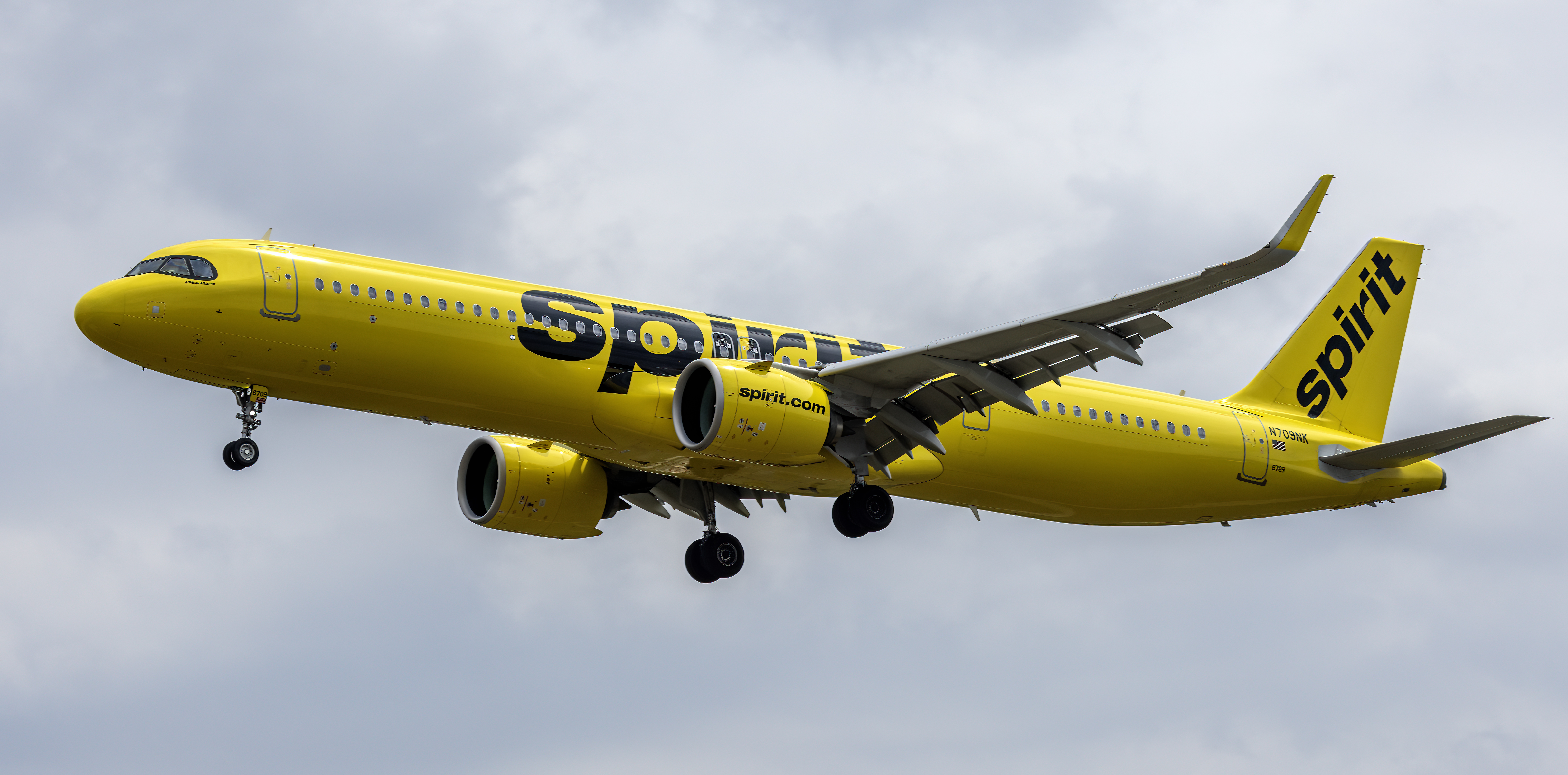
Un Airbus A321neo.

A partire dal 2018, Spirit Airlines viene considerata dagli esperti la compagnia aerea più sicura del Nord America.
Nel dicembre 2019, Spirit ha presentato un ordine per rinnovare la propria flotta, consistente in 100 aerei della famiglia Airbus A320neo in tutte e tre le varianti, con ulteriori 100 opzioni.
Nel febbraio del 2022, Frontier Airlines ha presentato un'offerta per acquistare la compagnia. Gli azionisti di Spirit hanno accettato, concludendo un accordo dal valore di 6,6 miliardi di US$, per formare quella che sarebbe diventata la quinta compagnia più grande degli Stati Uniti. Tuttavia, ad aprile dello stesso anno JetBlue Airways ha presentato un'offerta concorrente, proponendo di pagare una cifra molto più alta. Il CDA di Spirit ha quindi respinto la proposta di Frontier, interrompendo le negoziazioni. Nemmeno la trattativa con JetBlue è però andata a buon fine, in quanto nel 2024 il Dipartimento dei trasporti ha bloccato l'operazione, per il timore di una riduzione eccessiva della concorrenza. Le compagnie hanno così rinunciato alla fusione.
La doppia mancata acquisizione, unita a una situazione economica rimasta difficile fin dalla Pandemia di COVID-19, ha portato molti analisti a ritenere Spirit a rischio di sopravvivenza. A causa dei conti in grave perdita, la compagnia ha chiesto ad Airbus di posporre le consegne dei nuovi aeromobili. Inoltre, nel novembre 2024 la compagnia ha attivato il meccanismo del Chapter 11 per riorganizzare i conti, come ultimo tentativo per scongiurare il fallimento.

## Identità aziendale

### Sede

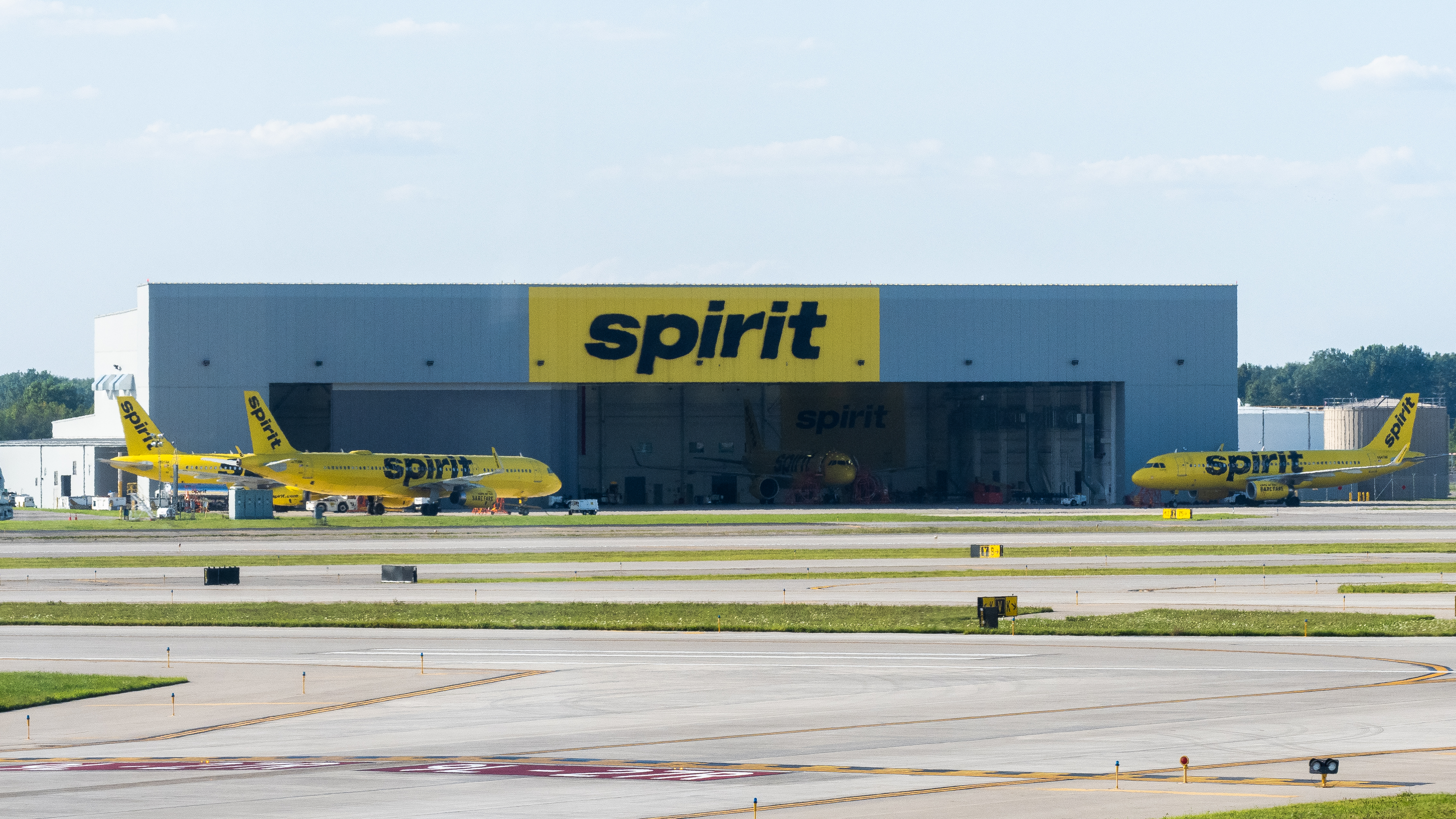
Gli hangar di Spirit nell'aeroporto di Detroit.

Dall'aprile 2024, gli uffici di Spirit Airlines sono situati presso un complesso a Dania Beach, Florida, costruito appositamente.
In precedenza, fino al 1999 la sede si trovava a Eastpointe, vicino Detroit (Michigan). Tutt'ora, all'aeroporto di Detroit si trova una base per la manutenzione degli aerei. Dal 1999 al 2024 la sede è stata invece a Miramar, sempre in Florida.

### Livrea

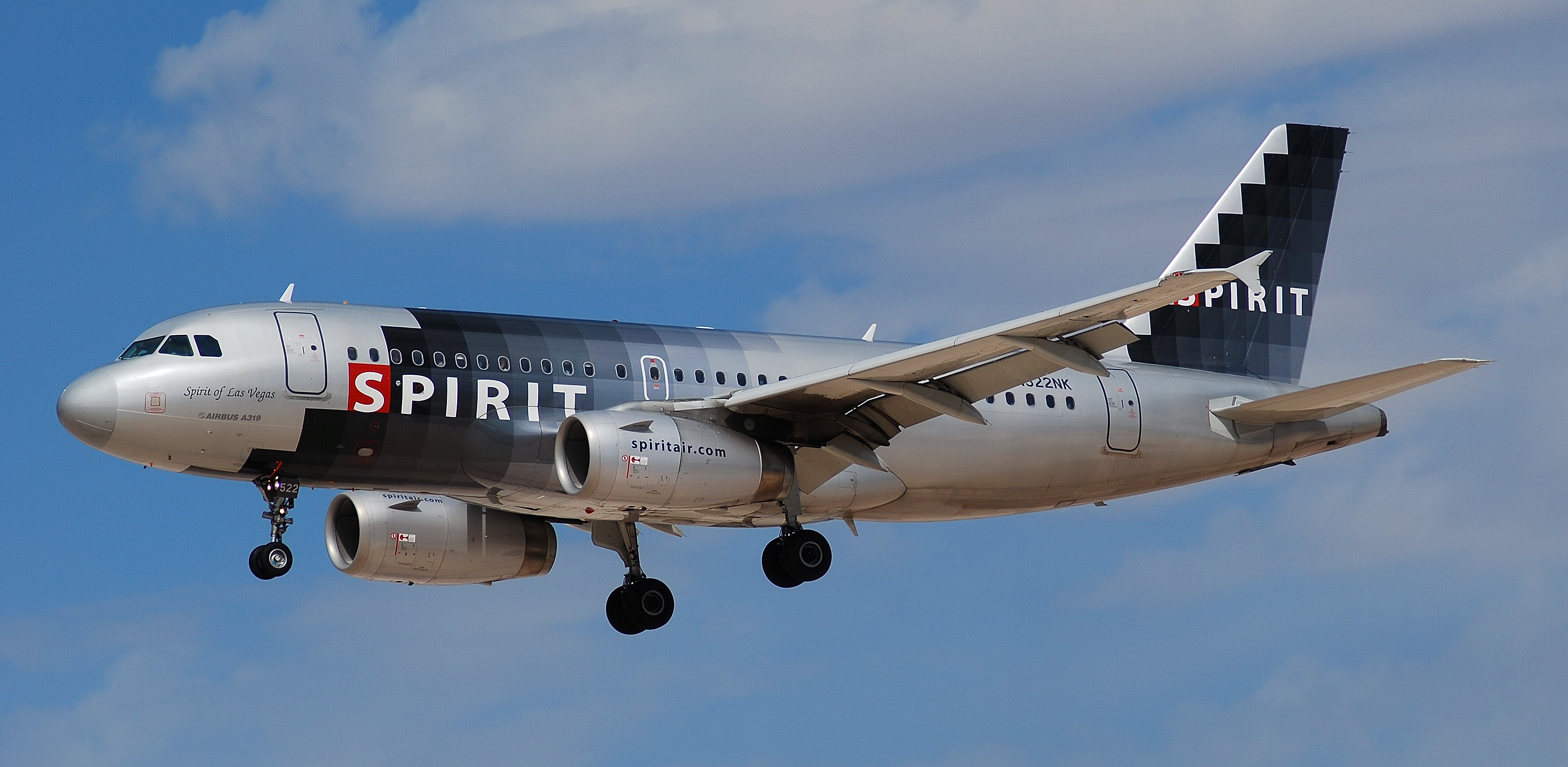
Un Airbus A319 nella livrea del 2002.

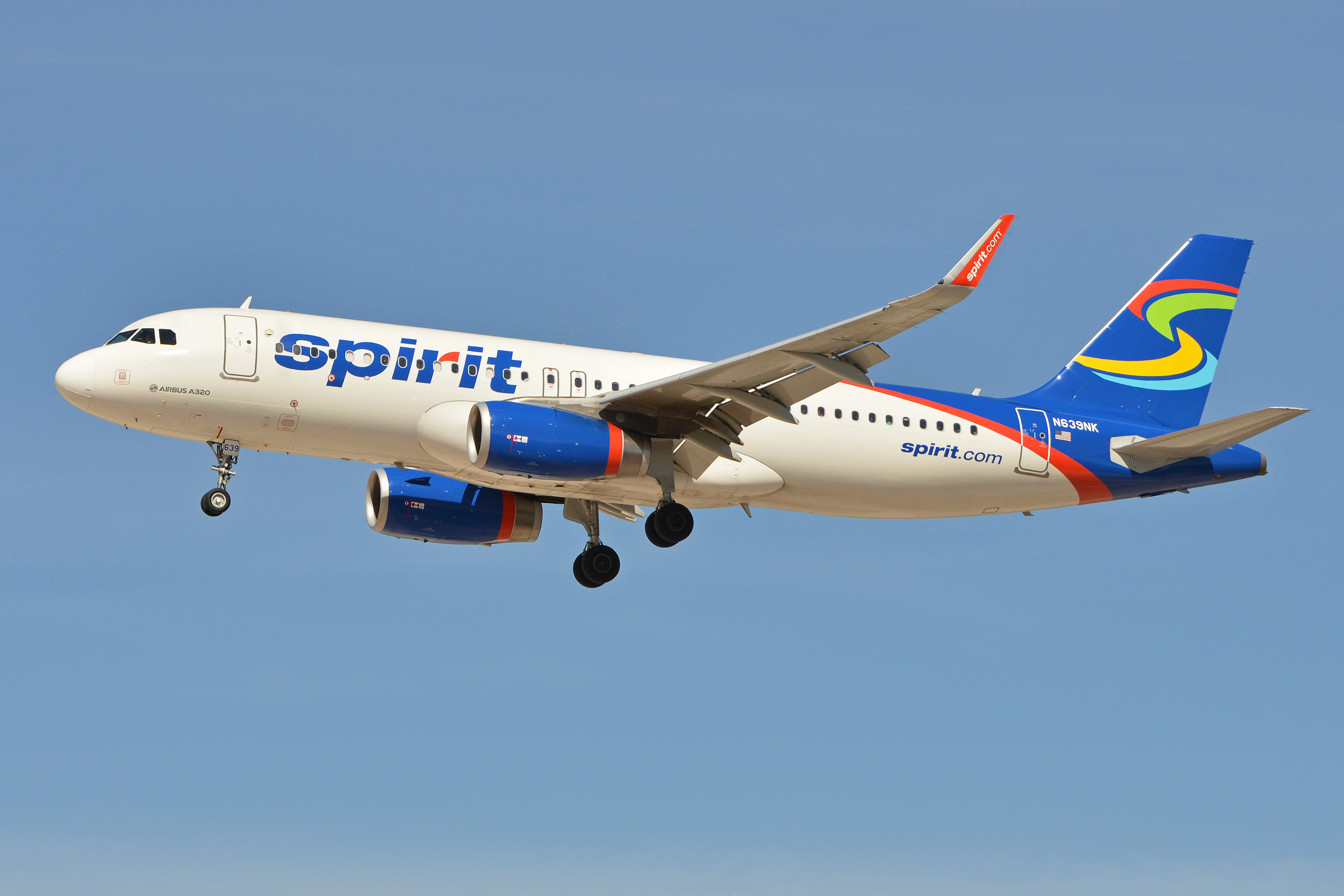
La livrea del 2007 su un Airbus A320-200.

Nel corso degli anni, Spirit Airlines ha modificato molte volte la propria identità visiva. Dal 1992 al 2002 la fusoliera degli aerei era prevalentemente bianca, con la parte inferiore blu e una striscia rossa che la attraversava sotto i finestrini. Nel 2002 è stata adottata una livrea molto più riconoscibile, con gli aerei interamente color argento, ad eccezione di un motivo geometrico a quadri scuri, presente lungo la fusoliera e sul timone di coda.
Nel 2007 la livrea è stata aggiornata nuovamente, tornando a logo e coda dell'aereo in blu con dettagli rossi; sul timone di coda compariva una S stilizzata in colori fluorescenti. Questa livrea è stata mantenuta fino al 2014, quando Spirit ha optato per una colorazione molto più riconoscibile e tipica di un'immagine low-cost. Gli aerei presentano ora una fusoliera gialla, con grandi scritte "Spirit" in nero lungo la fiancata e il timone. Con piccoli aggiustamenti, questa livrea è stata mantenuta ancora ad oggi.

## Destinazioni
Ad ottobre 2024, Spirit Airlines raggiunge 87 destinazioni tra Stati Uniti, America Centrale e del sud, e Caraibi. Ha basi attive presso gli aeroporti di Atlanta, Chicago, Dallas, Detroit, Fort Lauderdale, Houston, Las Vegas, Miami, Newark e Orlando.

## Flotta

### Flotta attuale

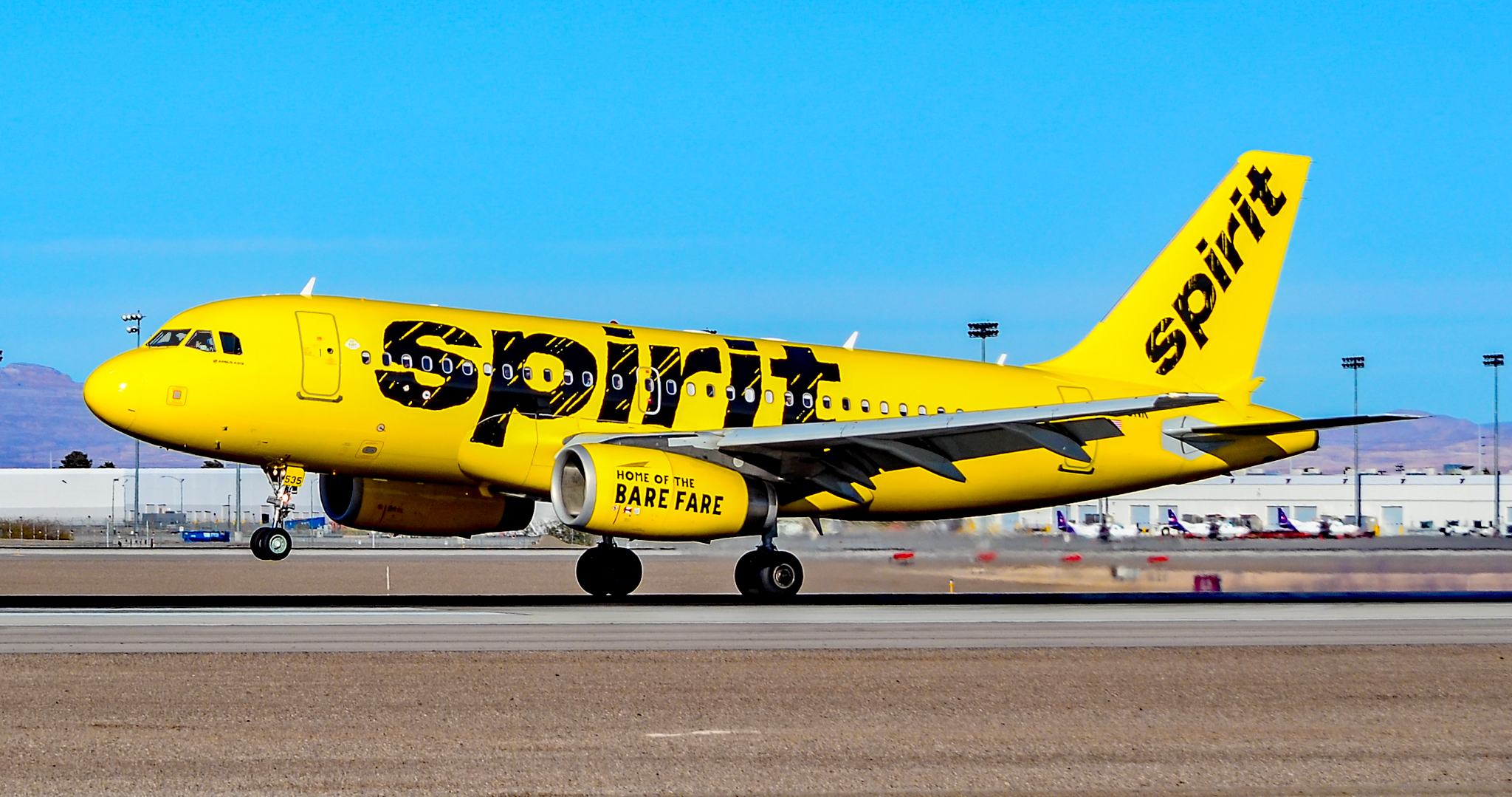
Un Airbus A319-100.

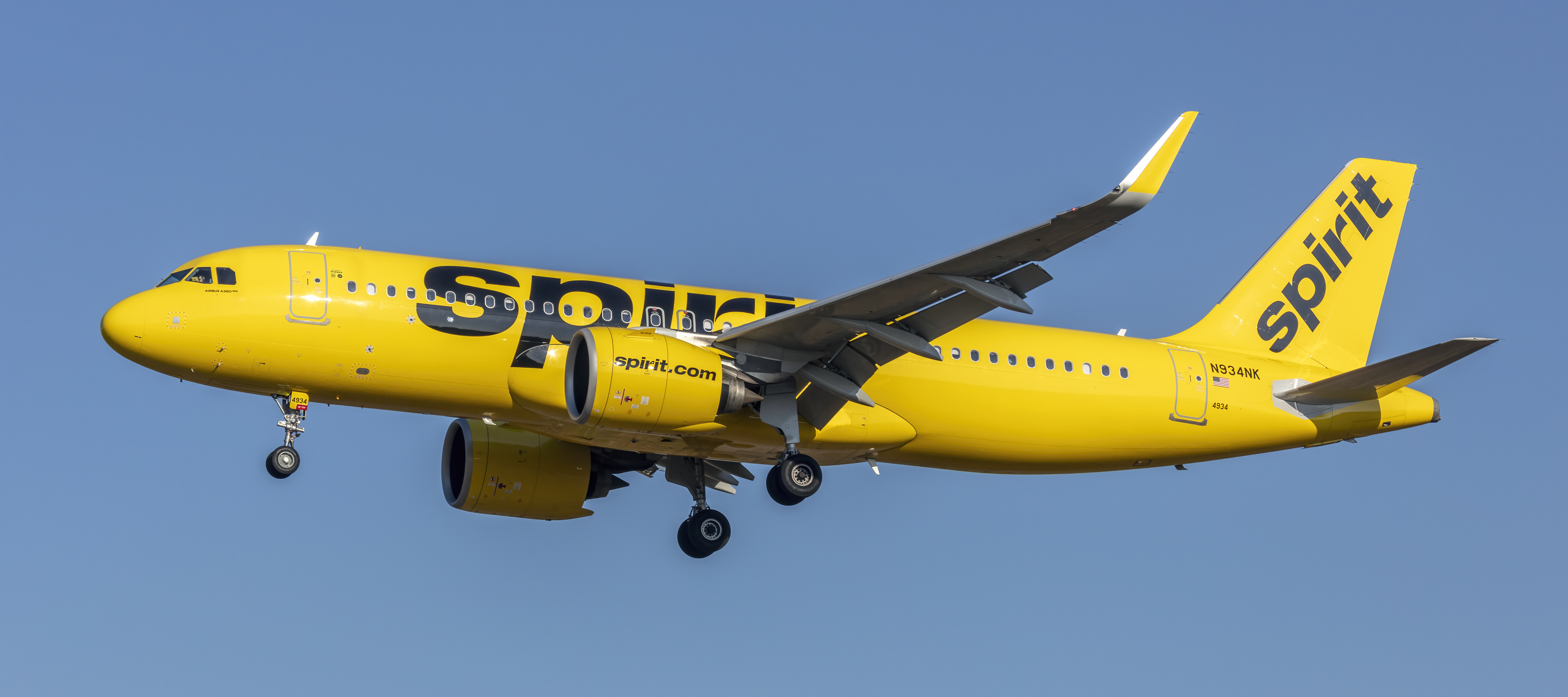
Un Airbus A320neo.

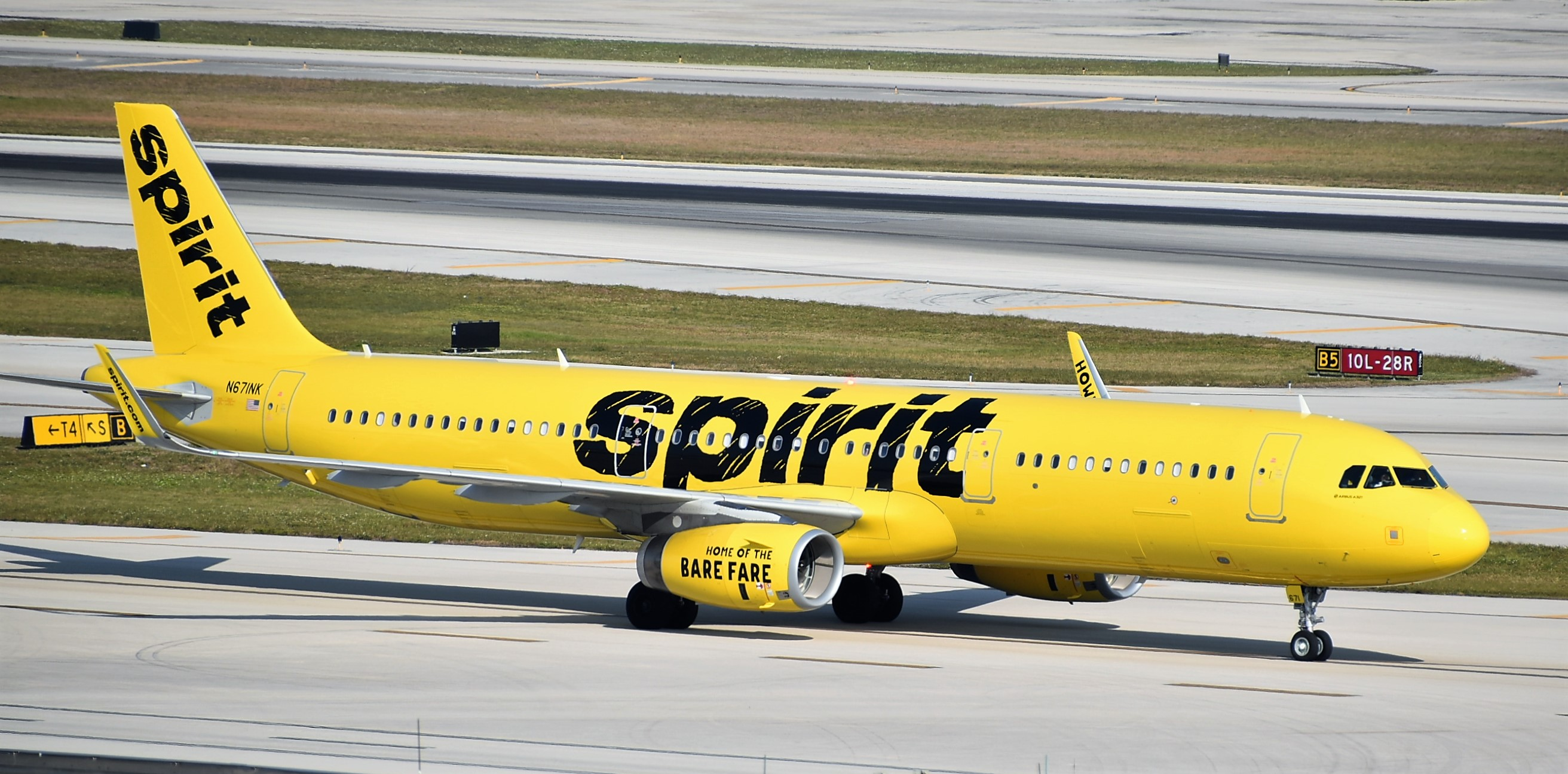
Un Airbus A321-200.

Ad ottobre 2024, la flotta di Spirit Airlines è composta dai seguenti aerei:

### Flotta storica

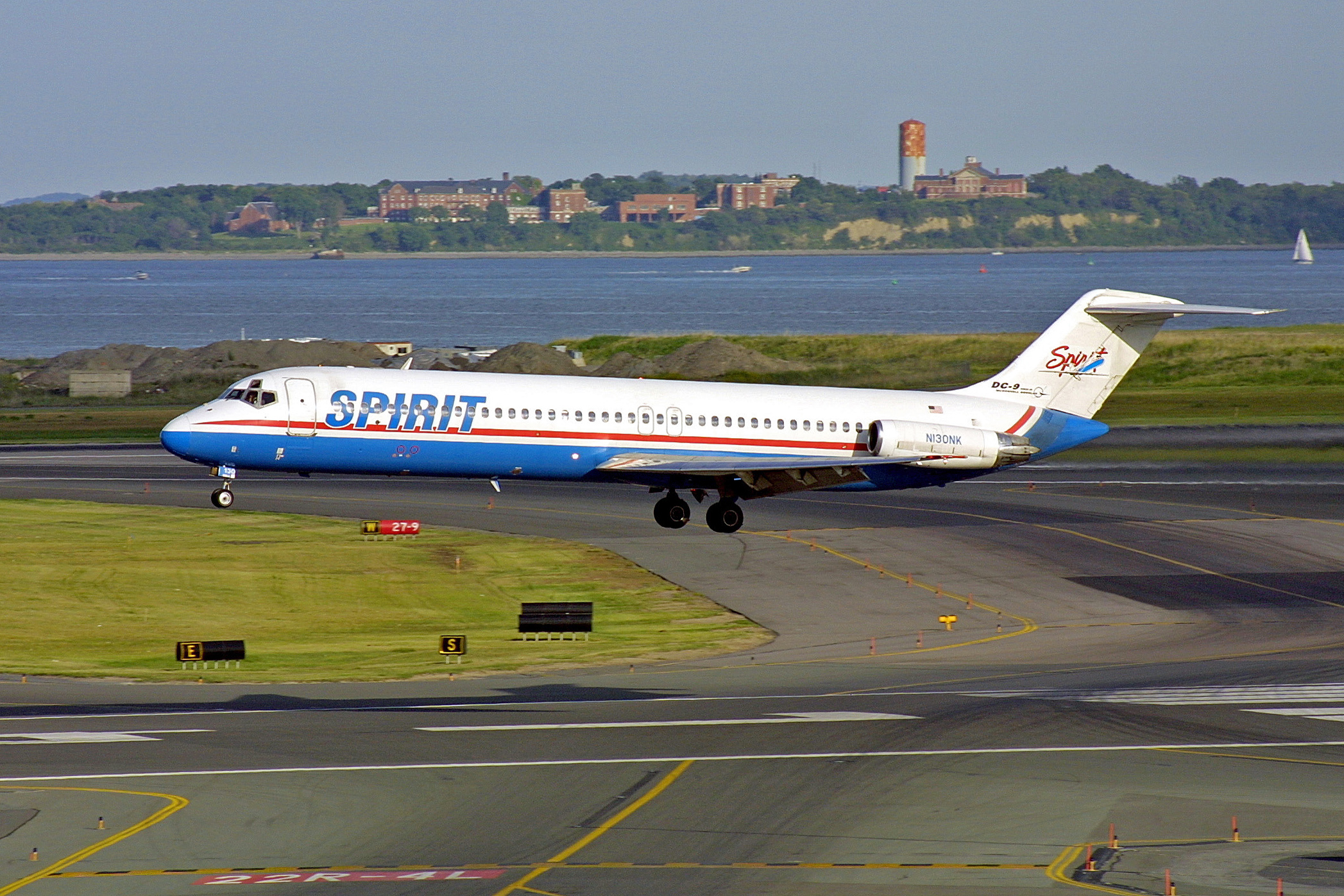
Un Douglas DC-9-41.

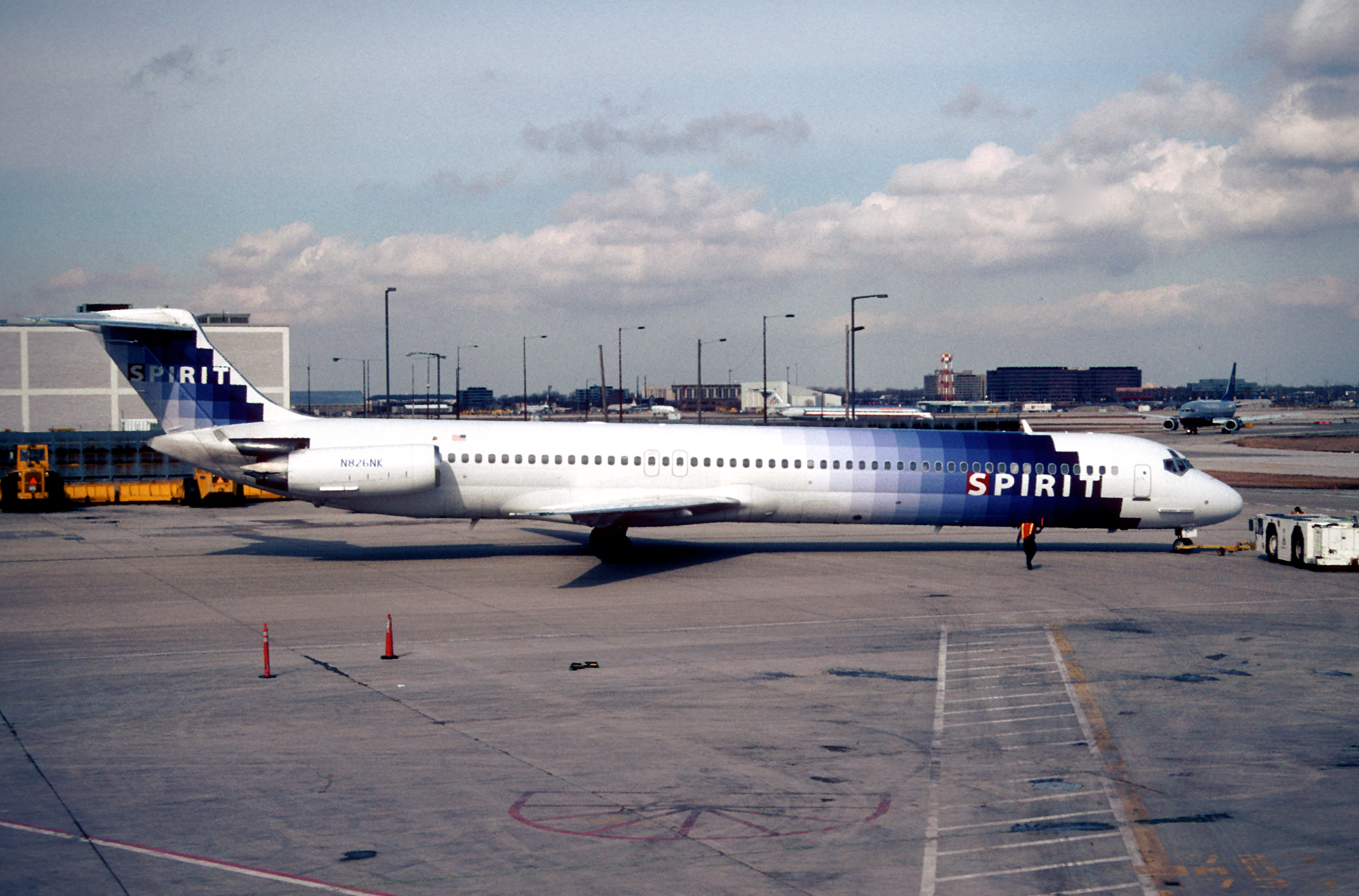
Un McDonnell Douglas MD-83.

Nel corso dagli anni, Spirit Airlines ha operato con i seguenti aeromobili: